# Gestik
Gestik er den del af kropssproget, der bruger arme, hænder og krop til at kommunikere. 